# 李石曽
李 石曽（り せきそ）は、中華民国（台湾）の政治家・教育者・生物学者。ジャーナリスト。石曽は字で、名の煜瀛でも知られる。筆名は真民、真、石僧などがある。父は清末の政治家・学者である李鴻藻。

## 事跡

### 無政府主義への傾倒
初めは旧学を学んでいたが、1902年（光緒28年）、出使仏国大臣（駐フランス公使）に就任した孫宝琦に随従して参賛大臣（公使館の参事官）の身分でフランスに赴く。この時期、慈禧太后（西太后）は李に毎年銀八千両を与え、これは以後ずっと袁世凱が大総統になってからも取り消されず、1906年に蔡元培と呉敬恒（呉稚暉）がフランスに身を寄せたときにもこの金が使われた。李はまず農業学校で学び、卒業後にルイ・パスツール大学とパリ大学で生物学を専攻した。このとき、ジャン＝バティスト・ラマルクの進化論とピョートル・クロポトキンの相互扶助論（無政府主義）に傾倒している。
1906年、蔡元培、呉敬恒、張静江（張人傑）らと共に中国印刷局を経営し「世界社」を結成し、『世界』画報、『世界六十名人伝記』、週刊誌『新世紀』などを刊行して科学と無政府主義の宣伝に努めた。また同年8月に、張の紹介で中国同盟会に加入している。
1909年、パリで豆腐の会社を設立し、「素食」（菜食主義）も提唱した。孫文のフランスでの革命活動やこれらの事業にも、八千両の金が使われた。
1911年に帰国し、黄復生らと天津で京津同盟会を組織し、機関紙『民意報』を刊行した。中華民国成立後の1912年（民国元年）には、呉敬恒・蔡元培らと共に「進徳会」を、さらに唐紹儀・宋教仁らと「社会改良会」を結成している。また、北京で「留仏倹学会」と留仏予備学校を組織し、フランス留学のためのインフラ整備に尽力した。その一方で、袁世凱の革命派弾圧に反感を覚え、一時は暗殺団を組織するなどしたとされる。翌年、第二革命（二次革命）が失敗すると、再び欧州へ留学している。

### 反帝国主義運動の先頭に立つ
1914年、李石曽は蔡元培らとフランスで「留仏西南維持会」を、翌1915年には「勤工倹学会」、「中仏教育会」を結成し、本格的に勤工倹学運動を開始した。1916年、雑誌『旅欧』を創刊している。同年、蔡元培が国立北京大学校長になると李を呼び戻し、この招聘を受けて翌1917年12月に帰国し生物学と社会学の教授を務めるとともに、共産主義者李大釗とともに、中国反帝国主義運動黎明期の中心であった北京大学の二李として、青年の信望を集める指導者として学生運動・民衆運動の先頭に立った。

### 留仏勤工倹学運動
1919年（民国8年）には、中国側で「留仏勤工倹学会」を組織し、翌1920年（民国9年）に北京で私立中仏大学を創設して董事長となっている。同年中には再びフランスへ赴き、呉敬恒らとリヨン中仏大学を創設し、1923年には李が理事長兼校長代理を務めた。
1924年（民国13年）1月、李石曽は中国国民党第1期中央監察委員に選出され、以後第6期まで連続してこの地位に選ばれた。同年11月、対ロシア（ソビエト連邦）庚子賠償（義和団事件賠償）委員会中国委員代理を務める。翌年、国民党中央政治委員会委員に任命された。孫文（孫中山）死後、党内での李は反共右派の立場をとったが、西山会議派には与していない。1926年（民国15年）、段祺瑞による学生デモ弾圧事件（「三・一八惨案」）が発生すると、段からデモ首謀者の1人として指名手配を受けてしまう。そのため、南下して国民政府に合流し、教育行政委員会委員などを務めた。

### 中国国民党での活動
1928年（民国17年）に北伐が完了すると、李石曽は国立北平大学（北京大学の改称）と国立北平師範大学（現在の北京師範大学）で校長に任ぜられた。同年10月には故宮博物院参事となる。翌年、国民政府で建設委員会委員と大学委員会委員に任ぜられ、さらに国立北平研究院が成立すると、院長となった。1930年（民国19年）に中原大戦が勃発すると、李は張学良の下に赴いて蔣介石に味方するよう説得し、これに成功している。

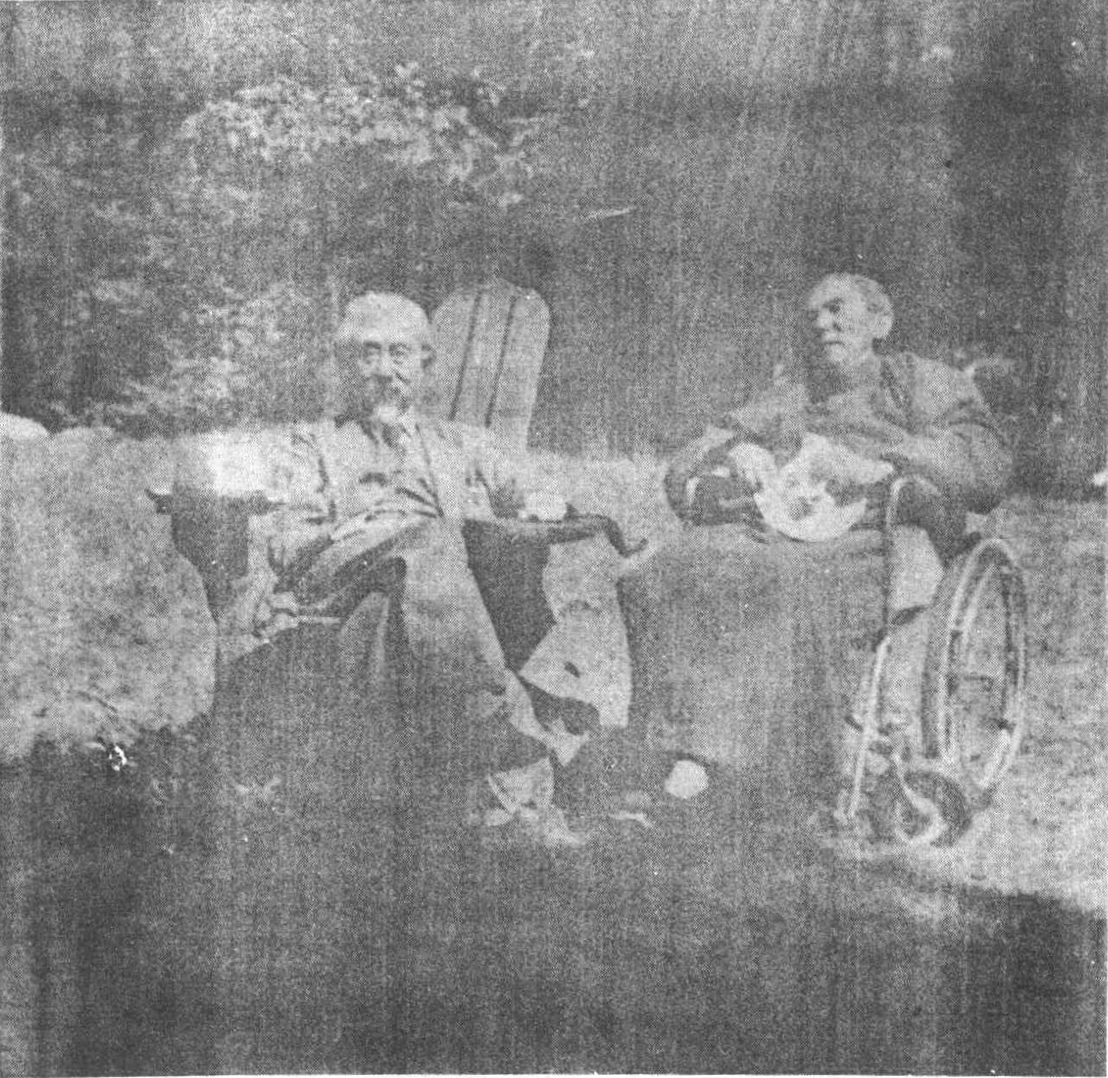
アメリカ滞在中に張静江（右）と（1942年）

1931年（民国20年）、李石曽は北平大学校長の職を退くが、同年に北平文化指導委員会副委員長、国民党中央政治会議委員に任命された。満州事変勃発後の国民政府各派による大同団結に際し、李は各派の斡旋に奔走している。1934年（民国23年）1月、建設委員会常務委員に昇進した。日中戦争が勃発すると、李石曽はそれまでに蓄積した対外人脈を生かして、欧米や香港を歴訪し、国民政府の正統性を高めるための外交に尽力している。

### 晩年
戦後の1946年（民国35年）12月に、李石曽は国立北平研究院院長に再び任命された。1948年（民国37年）、総統府資政に任ぜられる。国共内戦末期にスイスへ去り、1950年にはウルグアイに移住した。1953年（民国42年）、台湾に移り、国民党第7期中央評議委員に選出されている。
1973年（民国62年）9月30日、台北市にて病没。享年93（満92歳）。